# Эйткен, Джордж
 Джордж Э́йткен (англ. George Aitken; 2 февраля 1894, Петерхед — 9 августа 1973, Гейтсхед) — шотландский футболист, тренер, наиболее известен по тренерской работе с итальянским «Ювентусом», которым руководил с 1928 по 1930 год. Последний для него сезон в клубе стал первым, когда итальянская система футбольных лиг предстала в своём нынешнем формате Серии А. В этом сезоне Эйткен завоевал вместе с «Ювентусом» 3-е место. В 1929 году участвовал с возглавляемой им командой в Кубке Митропы, где, однако, уже в 1/4 финала «Ювентус» уступил по сумме двух матчей (выиграв один из них со счётом 1:0, но проиграв другой со счётом 0:3) пражской «Славии».

## Достижения

### Тренерские
Бронзовый призёр чемпионата Италии (Серии А): (1)
- 1929/30

1/4 финала Кубка Митропы: (1)
- 1929